# Festivalbar 1980 (compilation)
Festivalbar 1980 è una compilation di brani musicali famosi nel 1980, pubblicata nell'estate di quell'anno in concomitanza con l'edizione omonima del Festivalbar. La compilation era pubblicata dalla EMI Italiana.

## Festivalbar '80

### Disco 1
Lato A
1. Alan Sorrenti - Non so che darei
2. Gino Soccio - S-Beat
3. Riccardo Fogli - Scene da un Amore
4. Madleen Kane - Cherchez Pas
5. Nada - Rosa
6. Uropa - Harmony
7. Oliver Onions - Santa Maria

Lato B
1. Toto Cutugno - Innamorati
2. Matia Bazar - Italian Sinfonia
3. Peter Jacques Band - Is it it
4. Alunni del Sole - Cantilena
5. Eddy Grant - Living on the Frontline
6. Demis Roussos - Credo
7. Orme - Raccogli le nuvole

### Disco 2
Lato C
1. Umberto Tozzi - Stella stai
2. Alice - Il vento caldo dell'estate
3. Alberto Fortis - Prendimi Fratello
4. Dee D. Jackson - S.O.S
5. Decibel - Vivo da Re
6. Macho II - Mothers Love
7. Umberto Balsamo - Il Giorno

Lato D
1. Pino Daniele - Nun me scoccià
2. Gianni Bella - Dolce Uragano
3. Donatella Rettore - Kobra
4. Ciro Sebastianelli - Marta Marta
5. The Fools - Psycho Chicken
6. Goran Kuzminac - Ehi, ci stai?
7. Maurizio Fabrizio - Segui me
8. Michele Pecora - Te ne vai